# Istituto Tecnico Trasporti e Logistica Nautico Pizzo
L'Istituto Tecnico Trasporti e Logistica "Nautico Pizzo 1874" (ITN Pizzo) è una scuola secondaria di secondo grado di Pizzo, in Calabria.

## Storia

### Reale Scuola Nautica e di Costruzioni
Con il regio decreto dell’8 marzo 1874 la città di Pizzo vide l'istituzione di una Reale Scuola Nautica e di Costruzioni, abilitata a preparare capitani di gran cabotaggio e costruttori navali di 2ª classe. La scuola fu intitolata al capitano Emilio Faà di Bruno, medaglia d'oro al valor militare alla memoria per l'eroico comportamento durante l'inabissamento della sua nave, la “Re d'Italia”, nella battaglia navale di Lissa (1866). Le difficoltà logistiche ed economiche della nazione portarono tuttavia alla chiusura della scuola dopo un decennio di attività.

### Istituto Tecnico Nautico
L'Istituto Tecnico Nautico vide la luce nel 1959 (DPR 21 luglio n° 1143), durante la ricostruzione postbellica. Ebbe sede dapprima in villa Musolino, in via Nazionale, e dal 1962 in un fabbricato di via Marcello Salomone. Dal 1964 è stata ammessa alla frequenza anche la componente femminile, sia nel corso Capitani che in quello Macchinisti, tanto che la scuola di Pizzo può annoverare una tra le prime macchiniste in Italia.
Il trasferimento dell'istituto nell'attuale struttura di via Riviera Prangi risale al 1976.

### Istituto Tecnico Trasporti e Logistica
Con la riforma degli istituti tecnici dell’anno scolastico 2010-2011, la scuola è diventata istituto tecnico a settore tecnologico con indirizzo trasporti e logistica. Dal 2013 offre i percorsi formativi in Conduzione del Mezzo Navale e Conduzione di Apparati e Impianti Marittimi che, modellate sulle competenze previste dalla convenzione internazionale STCW dell’IMO, danno accesso alle professioni di allievo ufficiale di coperta e allievo ufficiale di macchina. Dal 2016 si affianca il percorso formativo in Conduzione del Mezzo Aereo, riconosciuto dall'ENAC e valido come percorso formativo idoneo al conseguimento della Licenza di Operatore FIS, ai sensi del Regolamento ENAC sulla “Licenza di Operatore del servizio di Informazioni Volo (FISO)". Nel 2020 è stata attivata l’articolazione Logistica.
Il 20 settembre 2021 si è tenuta l'inaugurazione dell'anno scolastico alla presenza del ministro dell'Istruzione Patrizio Bianchi e del presidente della Repubblica Sergio Mattarella.
Nel corso del medesimo anno scolastico, è stato attivato il percorso sperimentale Conduzione di Apparati e Elettrici ed Elettronici di Bordo.